# Via del Campo
La Via del Campo (en ligur: in-no Campo; literalmente, «en el campo») es una calle peatonal situada en el barrio de Prè de Génova (Italia), que cruza transversalmente los caruggi del centro histórico de la ciudad.
Es conocida principalmente por haber sido la ambientación de una de las canciones más famosas del cantautor genovés Fabrizio De André, con música de Enzo Jannacci, titulada, precisamente, Via del Campo, e incluida en el álbum Volume I. La calle también fue citada posteriormente en la canción La casa in via del Campo de Amália Rodrigues.

## Descripción

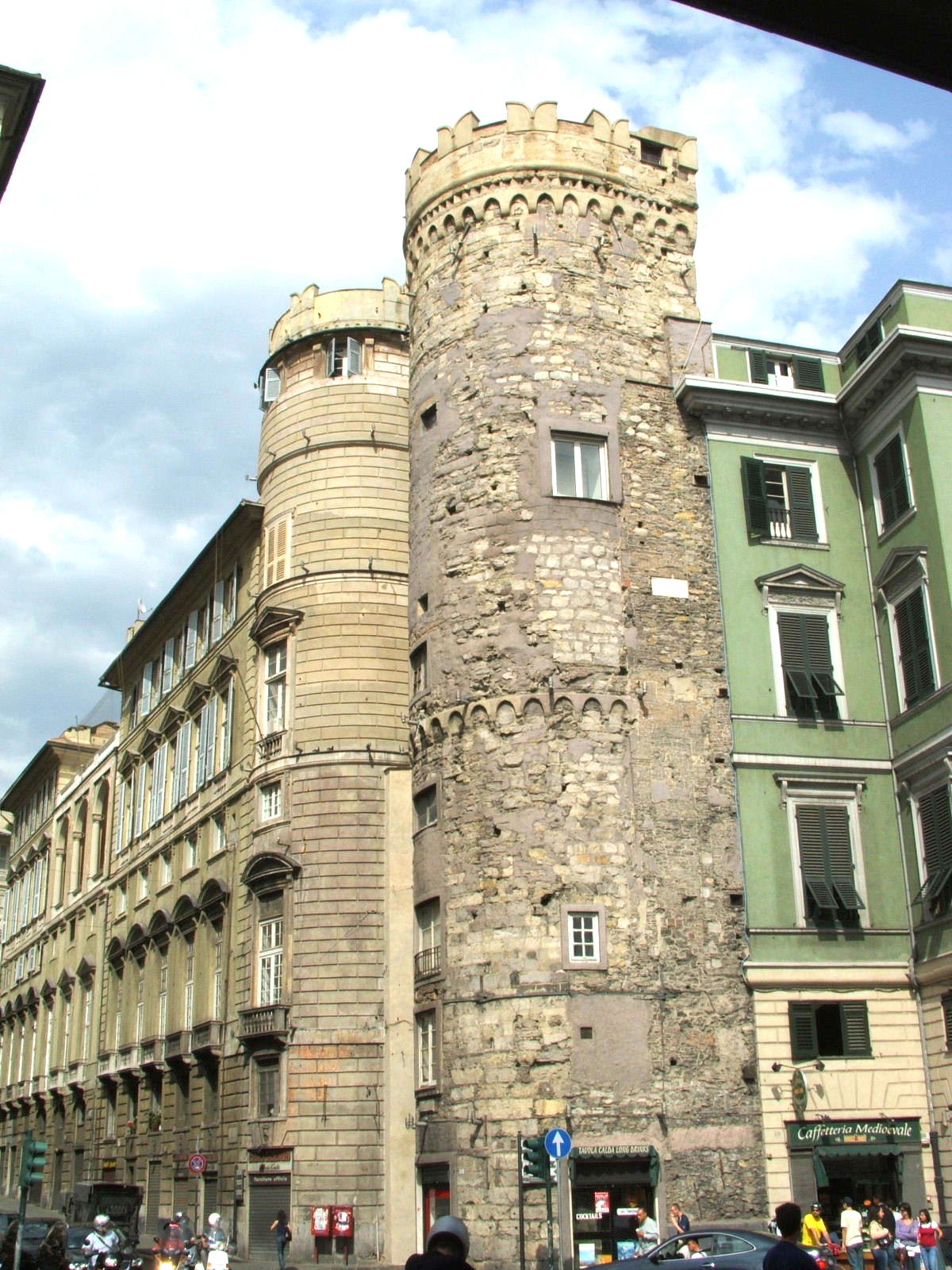
La Porta dei Vacca, entrada a la Via del Campo.

Antiguamente lugar de contrabando y prostitución (que era practicada en los fondachi usados como almacén y en algunos de los más famosos burdeles de la ciudad, aspecto sobre el que pone el acento la descripción de la calle en la canción de De André), hoy ha perdido gran parte del antiguo encanto «pecaminoso» que hasta hace unas pocas décadas la caracterizaba, limitándose a servir como enlace de unión, a través de la Porta dei Vacca —paso casi obligado para los turistas—, entre el paseo marítimo del puerto antiguo (remodelado recientemente por Renzo Piano) y la adyacente Via di Prè —la calle de los «bajos fondos» genoveses por antonomasia—, que termina en el complejo románico de San Giovanni di Pré.
Aproximadamente en la mitad de la calle se abre la Piazza Vachero, donde se encuentra la columna infame erigida para Giulio Cesare Vachero por conspirar contra la República de Génova.
Al inicio de la Via del Campo, en la peatonalizada Piazza Fossatello, se abre la Via Lomellini, donde se encuentra la casa natal de Giuseppe Mazzini, actualmente sede del Museo del Risorgimento y del Istituto Mazziniano.

## La memoria de De André en la Via del Campo

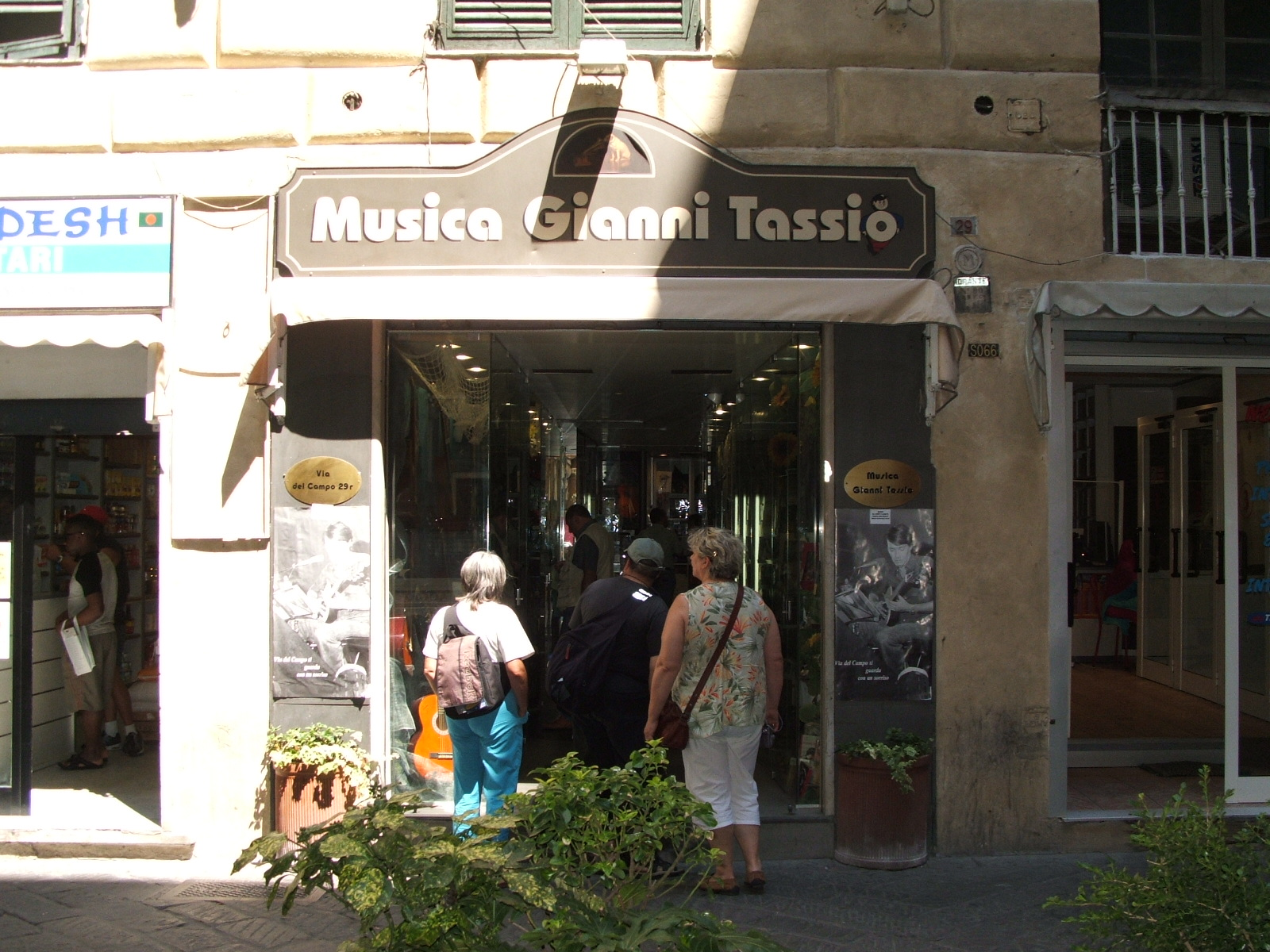
La tienda de Gianni Tassio que frecuentaba Fabrizio De André.

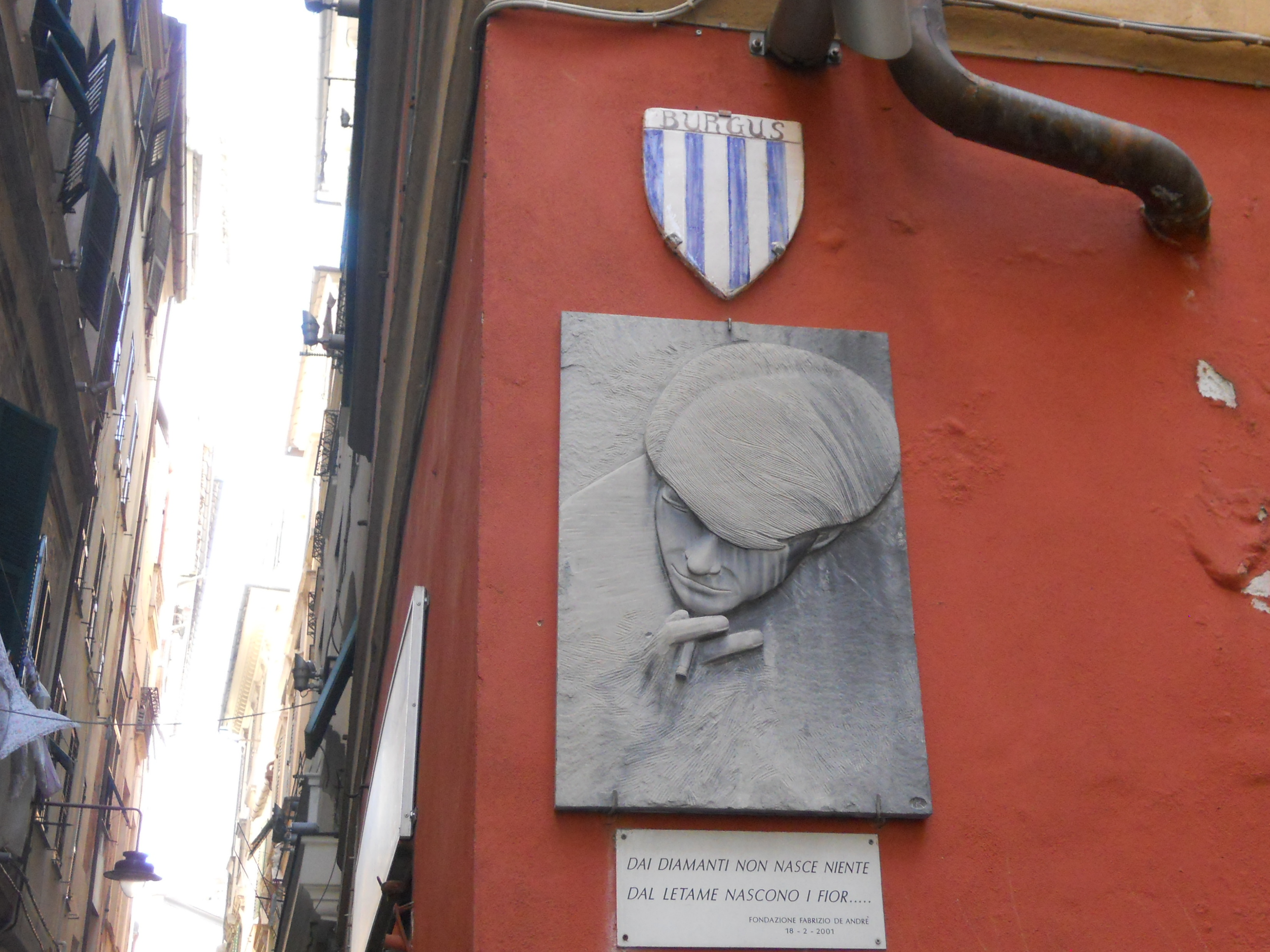
Placa en la Via del Campo dedicada a Fabrizio De Andrè.

En la Via del Campo se encontraba la tienda de discos e instrumentos musicales de Gianni Tassio, gran amigo de Fabrizio De André, quien frecuentaba desde joven la tienda.
Las personas que transitaban delante de la tienda podían escuchar suavemente las notas de las canciones de De André, mientras en el escaparate estaban expuestas las portadas originales de todos los discos publicados por el cantautor. En su interior se conservaba la guitarra Esteve que perteneció a De André. Subastada por la familia a favor de la ONG Emergency, fue comprada por Gianni Tassio gracias a las contribuciones de toda la ciudad. La cifra recaudada (168 500 000 liras) se utilizó para construir un hospital en Sierra Leona dedicado a Fabrizio De André, y uno de sus pasillos fue llamado Via del Campo.
Gianni Tassio murió en 2004; la tienda siguió abierta, gestionada por su viuda Daniela, hasta el 24 de febrero de 2010, cuando fue cerrada. Posteriormente, fue comprada por el Ayuntamiento de Génova y reabrió en febrero de 2012 después de haber sido transformada en el museo multimedia Via del Campo 29 rosso.

## Versión fado
Otra canción dedicada a la calle es La casa in via del Campo, con música de Alberto Janes y letra de Roberto Arnaldi, cantada por Franco Simone, aunque es más conocida por la interpretación de la cantante portuguesa Amália Rodrigues.